# Bloomsbury Publishing
Pour l’article homonyme, voir Bloomsbury.
Cet article traite des éditions Bloomsbury. Voir groupe littéraire Bloomsbury Group.
Bloomsbury Publishing plc (LSE : BMY) est un groupe éditorial britannique indépendant. Il publie des romans et des essais. Son siège se trouve dans le quartier de Camden à Londres, et d'autres bureaux d'édition sont implantés dans les villes de New York, New Delhi et Sydney. La société est inscrite au FTSE SmallCap Index (en). 
La croissance de la maison d'édition, grâce à la publication de la série Harry Potter de J. K. Rowling à partir de la fin de l'année 1997, connaît une augmentation décisive. Le monde littéraire britannique lui décerne le prix d'éditeur de l'année en 1999 et 2000, et la série connaît un succès mondial. 
Elle a également été récompensée en 2010 par le prix Booker pour La Question Finkler de Howard Jacobson.

## Histoire
La société a été fondée en 1986 par Nigel Newton, qui avait déjà travaillé dans d’autres maisons d’éditions auparavant. Elle a pris son essor en 1995 dépassant le seuil des 5,5 millions de £, ce qui leur a permis d‘investir dans le livre de poche et la littérature jeunesse et ainsi de se développer. La mise en place d'un droit préférentiel de souscription en 1998 a rapporté à la société 6,1 millions de £ supplémentaires qui ont également été réinvestis en particulier pour créer une branche américaine de la société et assurer ainsi son expansion. Bloomsbury USA a donc été fondé en 1998, puis en 2002, cette maison lance une marque de livres pour les jeunes lecteurs et en 2005, Bloomsbury achète Walker and Company : une petite société d’édition de non-fiction. Elle continue sur sa lancée avec le rachat en 2000 de A & C Black, de Whitaker's Almanack en 2002. En 2007, la maison d’édition réimprime en série 21 de ses plus célèbres ouvrages pour célébrer son 21e anniversaire Bloomsbury 21. En 2008, Bloomsbury s’implante à Doha, au Qatar, en partenariat avec Qatar Foundation. La nouvelle maison d’édition, dénommée Bloomsbury Qatar Foundation Publishing, produit principalement de la littérature anglaise et arabe avec des traductions d’une langue à l’autre.
Depuis septembre 2008, Bloomsbury travaille en collaboration avec Waterstones pour distribuer leurs propres e-books, à l’exception de la série Harry Potter qui ne sont pas compris dans ce projet.
Bloomsbury Publishing est signataire de la Charte de l’édition en format accessible de l’Accessible Books Consortium.

### Marques et filiales
- A & C Black (filiales)
  - Absolute Press
  - Adlard Coles Nautical
  - Arden Shakespeare
  - Andrew Brodie Publications
    - Featherstone

  - Christopher Helm Publishers
  - Methuen Drama
  - T. & A. D. Poyser
  - Reeds Almanac
  - John Wisden & Co.
- Berg
  - Fairchild Books
- Bloomsbury (marques)
  - Bloomsbury Verlag
  - Bloomsbury USA
  - Walker & Company
- Bloomsbury Academic
  - Bristol Classical Press
- Bloomsbury Professional
- Bloomsbury Qatar Foundation Publishing (managed)

## Livres publiés
- Storms of My Grandchildren (en)
- The Year of the Flood
- The Toy Collector
- the 33⅓ series
- the Harry Potter series